# Reedukační střediska v Sin-ťiangu
Reedukační střediska v Sin-ťiangu (oficiálně nazývána Centra pro profesní přeškolování) jsou internační tábory na západě Číny v provincii Sin-ťiang řízené sin-ťiangskou vládou, kam jsou zavíráni Ujgurové, Kazaši, Kyrgyzové a další turkičtí muslimové. Během několika let, počínaje rokem 2016, se počet vězňů odhaduje až na 3 miliony. Čínská vláda tuto perzekuci označuje jako boj proti terorismu.

## Pozadí

### Historie
Dnešní Sin-ťiang se dostal pod nadvládu Číny v 18. století. Území od té doby zažilo občasnou autonomii a nezávislost. Ujgurové se snažili o samostatnost, roku 1933 vznikla První Východoturkestánská republika, která nezískala diplomatickou podporu a následující rok zanikla. Roku 1944 nový armádní guvernér Sin-ťiangu Wu Zhongxin financoval migraci Chanů do Ujgurské oblasti. Nesouhlas Ujgurů, Kazachů a dalších turkických obyvatel zapříčinil vznik Druhé Turkestánské republiky s centrem ve městě Ghulja a autonomní vláda byla udržena do roku 1949. Na konci čínské občanské války, ve které byla poražena politická strana Kuomintang, se přidaly tři prefektury Druhé Turkestánské republiky na stranu Komunistické strany Číny a přijaly její vládu. I po vzniku Čínské lidové republiky v roce 1949 zůstalo území kulturně oddělené a s vlastní autonomií, ovšem stále pod kontrolou Číny. Za Kulturní revoluce bylo náboženství potlačováno a Kazachové ze Sin-ťiangu emigrovali do Kazachstánu, což způsobilo další nestabilitu a napětí mezi etniky. V 80. letech po konci vlády Mao Ce-tunga došlo k obnově náboženství. Ujgurové začali formovat své politické požadavky. Kvůli strachu z osamostatnění Sin-ťiangu začala vláda s chanizací – systematickým přesídlováním etnických Číňanů. Poměr Chanů se rapidně zvýšil a Ujgurové se ocitli v postavení menšiny. Napětí mezi Chany a Ujgury rostlo a vyústilo v občasné protesty, například roku 2009 v Urumči.

### Momentální situace Ujgurů
Nenávist vůči Ujgurům dosáhla toho, že jsou nazýváni „teroristy“ a „extrémisty“. Na rozdíl od další muslimské menšiny Hui v Číně nejsou Ujgurové etnicky ani kulturně čínští, nýbrž turkičtí. Jsou tedy nejen oběťmi rasismu, ale i islamofobie. Jejich kultura a jazyk jsou považovány za podřadné, na sociálním i ekonomickém žebříčku jsou umístění na nejnižších příčkách.
Roku 2017 vláda zakázala spoustu náboženských aktivit, patří mezi ně například nošení náboženského oblečení a zakrývání obličeje, či nošení dlouhého plnovousu. Lidé jsou trestáni za učení muslimských textů ve školách, vyučování ujgurského jazyka a je zakázáno dávat dětem ujgurská jména.
Čínská lidová republika existenci táborů popírala a v srpnu 2018 odmítala obvinění, že bylo do reedukačních středisek uzavřeno milion lidí. Satelitní snímky je však odhalily. Na zasedání Rady OSN pro lidská práva představitelé Číny potvrdili, že náboženští extrémisté jsou převychováváni a prezentují tyto instituce jako boj proti terorismu a náboženskému extremismu. Tvrdí, že je Ujgurům nabízeno dobrovolné vzdělání a trénink, aby měli lepší možnosti v získávání povolání. Čínská komunistická strana vydala zákon, který reedukační tábory ospravedlňuje. Popisuje chod tábora tak, že zde probíhá výuka národního jazyka, učení čínského práva a zákonů. Cílem je náprava chování, možnost se navrátit napravenému do společnosti a získat práci.

## Fungování táborů
Bez důkazů a právního procesu jsou Ujgurové masově posíláni do táborů, kde jsou zajatci povinni dodržovat přesně stanovená pravidla pro vstávání, hygienu, péči o domácnost, studium, spánek, zavírání dveří, pozici v řadě při nástupech atd. Nutí je zapřít své náboženské vyznání. Tábory jsou považovány za pokus vymazat a potlačit ujgurskou nezávislost, víru, kulturní hodnoty, jazyk a tradice.
Častými důvody perzekucí jsou cesty do zahraničí, rodina, která žije v jiné zemi anebo příbuzný, který byl vězněn. Také jsou perzekvováni lidé, kteří jsou dle vlády považováni za jednoduše ovlivnitelné extremismem. Další mohou být posíláni do táborů z náboženských důvodů kvůli nošení muslimského oblečení. Veškeré náboženské aktivity v Sin-ťiangu spadají pod kontrolu vlády.
Tábory vznikly v budovách původních škol nebo úředních budov, případně byly pro tento účel přímo postaveny. Areály jsou obehnány ostnatými dráty a okolo jsou hlídací věže. Absolventi táborů popisují přeplněné cely a mučení při výslechu.

### The China Cables
V listopadu 2019 unikly a byly zveřejněny oficiální dokumenty z roku 2017, kde jsou popisovány instrukce bývalého tajemníka Komunistické strany Sin-ťiangu, jak zacházet s vězni (tzv. China Cables). Středisko je popisováno jako přísně střežená věznice, s pevnou disciplínou. Nesmí dojít k žádným únikům. Jsou povoleny násilné tresty. Celý areál, včetně tříd a pokojů musí být monitorován. Zajatci v táborech jsou nuceni dodržovat přesně stanovená pravidla. Vězni mohou být propuštěni, jen pokud komise komunistické strany usoudí, že jsou napraveni. Dokumenty také poskytují nařízení zatýkání Ujgurů se zahraničním státním občanstvím a nařízení sledování Ujgurů, kteří žijí za hranicemi Číny. Čínský diplomat Anglie Liu Siaoming řekl, že opatření chrání občany a že za poslední 3 roky zde nebyl teroristický útok.